# 拉撒路現象
拉撒路現象（英語：Lazarus sign），又稱為拉撒路反射（英語：Lazarus reflex），是一種生理現象，發生在腦死病患身上。在病患已經被判定腦死之後，只要碰觸到特定的脊椎位置，有部份病患（約13%）會突然高舉雙手，之後雙手在胸前交叉，就像復活過來一樣。
這個現象得名自《新約》中的人物拉撒路，他因為耶穌的能力而復活。跟膝躍反射類似，拉撒路現象是因為脊椎反射弧受到刺激之後產生的自主反射動作，不代表病患已經恢復意識或生命跡象。